# Обербёза
Обербёза (нем. Oberbösa) — община в Германии, в земле Тюрингия. 
Входит в состав района Кифхойзер. Подчиняется управлению Киффхойзер.  Население составляет 396 человек (на 31 декабря 2010 года). Занимает площадь 11,00 км².